# Kellinghusenstraße (metrostation)
Kellinghusenstraße is een metrostation in het stadsdeel Eppendorf van de Duitse stad Hamburg. Het station werd geopend op 10 mei 1912 en wordt bediend door de lijnen U1 en U3 van de metro van Hamburg.